# Asarkina porcina
Asarkina porcina är en tvåvingeart som först beskrevs av Daniel William Coquillett 1898.  Asarkina porcina ingår i släktet Asarkina och familjen blomflugor. Inga underarter finns listade i Catalogue of Life.